# Јоланта
Јоланта Оп. 69. је лирска опера руског композитора Петра Иљича Чајковског у једном чину. Либрето за оперу, написао је Петров брат Модест Чајковски, а заснива се на представи кћер краља Ренеа (Kong Renés Datter), данског пјесника Хенрика Херца. Превод поеме урадио је Фјодор Милер и адаптирао ју је Владимир Зовет. Јоланта је премијерно изведена 18. децембра 1892. године у Санкт Петербургу.

## Настанак
Након завршетка рада на опери Пикова драма, Чајковски се забринуо за своју креативност и инспирацију. Прибојавао се да му је детаљан и обиман рад исцрпио енергију за нова дјела. Јуна 1891. започео је интензиван рад на Јоланти, и упркос бригама, композиција је била завршена у септембру а оркестрација два мјесеца касније.
Публика је добрим критикама прихватила ново дјело Чајковског, иако је сам Чајковски био разочаран и пун осјећања да се понавља у поређењу са ранијим дјелима, посебно са опером Чаробнице.

## Извођење
Јоланта Оп. 69. је светску премијеру имала 18. децембра 1892. у Маријинском театру у Санкт Петербургу. Оркестром је дириговао Едуард Направник а главни сценограф био је Михаил Илич Бочаров. Исте вечери када је премијерно приказано ново Петрово дјело, завршено је играње његовог балета Крцко Орашчћ.
У Бољшој театру1 је 1997. године приказана изведба опере са два чина, а то је потом поновљено и у Белорусији.2
Прво играње изван Русије било је у Хамбургу 3. јануара 1893. године. Дириговао је Густав Малер. Малер је такође био диригент бечке премијере 22. марта 1990. године. Хронологија Густава Малера 1891–1900] Јоланта је у Њујорку први пут представљена 1997., а потом и 2011. године.

## Синопсис
Вријеме радње: 15. вијек

Мјесто радње: брда јужне Француске

### Сцена прва
Принцеза Јоланта је слијепа од рођења, али од ње сакривају и да је слијепа и да је принцеза. Живи и прелијепом затвореном врту на краљевом имању, склоњена од остатка свијета. О њој брину Бертранд и Марта које јој често пјевају и доносе цвијеће. Јоланта, осјећајући да пропушта нешто битно, постаје тужна. Међутим, њен отац-краљ Рене, забрањује свима да открију истину о њеном пореклу и сљепилу. Заручена је од рођења за војводу Роберта.

### Сцена друга
Након што је најављен долазак краља, Бертранд је упозорио Алмерика да не прича о свјетлости испред Јоланте, али ни о томе ко јој је отац. Краљ долази са љекаром, који му открива да постоје наде у принцезино излечење, али да ће лијек дјеловати само ако буде психички спремна на то. То би значило да се мора упознати и суочити са својим сљепилом. Краљ, бојећи се кћеркиног понашања уколико лечење не би било успјешно, одбија доктореве приједлоге.

### Сцена трећа
Роберт стиже са својим пријатељем, грофом Ваудемонтом и признаје му заљубљеност у грофицу Матилду, због које жели да избјегне вјеридбу са принцезом. Ваудемонтом налази пролаз до скривеног Јолантиног врта и не примјећујући знаке упозорења који забрањују улазак под пријетњом смрћу спази Јоланту. Одмах се заљубљује у њену љепоту не знајући ко је она. Роберт, изненађен емоцијама свог пријатеља, сматра да је Јоланта заправо вјештица која је очарала Ваудемонта. Тражи од њега да оде, али он то одбија. Због тога, Роберт одлази по војску како би одвео пријатеља. Ваудемонт поново одлази код Јоланте. Тражећи јој црвену ружу, схвата да је она заправо слијепа. Не марећи за то, он јој прича о свјетлости и бојама. Јоланта се, опчињена његовом причом, заљубљује у њега.

### Сцена четврта
Краљ затиче заљубљени пар. Ваудемонт изјављује љубав Јоланти, невезано за њен дефект. Доктор поново говори краљу да постоји шанса за принцезино излечење и да је може ово најбољи тренутак да се оно отпочне сада када је она упозната са својим недостатком. Принцеза и даље не разумије шта је то вид и није сигурна да уопште жели да се лијечи. Доктор међутим напомиње да без јаке снаге и воље, излечење није могуће. Краљ, бјесан што му је кћерка сазнала истину о себи, наређује убиство Ваудемонта. Он саопштава Јоланти да ће Ваудемонт умријети ако доктор не поврати њен вид. Јоланта невољно прихвата лијечење, не знајући да је цијела прича о убиству заправо начин њеног оца да је мотивише да прогледа. Роберт се враћа са војском и признаје краљу да је заљубљен у другу жену, али да ће испунити своју обавезу и оженити његову кћер. Међутим, краљ га ослобађа обавезе. Јолантино лијечење је било успјешно и она сада може да види. Испрва збуњена призором око себе,Јоланта на крају пјева о чаробном свијету који је за њу сада нов. Сви славе.